# Matteo Busato
Matteo Busato (Castelfranco Veneto, província de Treviso, 20 de desembre de 1987) és un ciclista italià, professional des del 2015 i actualment a l'equip Wilier Triestina-Selle Italia.

## Palmarès
- 2010
  - 1r al Piccolo Giro de l'Emília
- 2011
  - 1r al Giro del Friül-Venècia Júlia
- 2012
  - 1r al Giro del Medio Brenta
- 2013
  - 1r al Gran Premi Capodarco
  - 1r al Gran Premi Santa Rita
- 2014
  - 1r a la Kreiz Breizh Elites

### Resultats al Giro d'Itàlia
- 2015. 106è de la classificació general
- 2016. 57è de la classificació general
- 2017. 84è de la classificació general